# Reinhard Smolana
Reinhard Smolana (* 14. Mai 1939 in Berlin; † 13. Januar 2025) war ein ehemaliger deutscher Bodybuilder und Unternehmer. Im Jahr 1960 errang er in der ersten deutschen Bodybuilding-Meisterschaft den Titel des Mr. Germany.

## Leben
Reinhard Smolana lernte Bautischler. Er begann Mitte der fünfziger Jahre mit dem Bodybuilding bei Poldi Merc, der in Berlin das zweite Bodybuilding-Studio in Deutschland nach Harry Gelbfarb gegründet hatte. Bei Merc absolvierte Smolana eine dreijährige Ausbildung zum Trainer. Im Jahr 1958 gewann er den Titel des Mr. Berlin.
Im Jahr 1960 errang Smolana den Titel des Mr. Germany. Er setzte sich im Münchner Bürgerbräukeller gegen rund 100 Mitbewerber durch. Damit war Smolana der erste deutsche Meister im Bodybuilding. In den Folgejahren organisierte Smolana die deutschen Meisterschaften mit.
Er errang noch weitere nationale und internationale Titel, unter anderem:
- Plus bel athlète d’Europe 1961, 3. Platz;
- Pro Mr. Universum 1962, 2. Platz;
- Mr. Europa 1963, Klassensieger;
- Pro Mr. Universum 1964, 3. Platz;
- Pro Mr. Universum 1965, 3. Platz.

Im Jahr 1965 beendete Smolana seine Sportkarriere als Bodybuilder und begann mit dem Kraftdreikampf, in dem er deutscher Meister wurde. 1981 gelang ihm ein Comeback im Bodybuilding, als er Mr. Germany in der Klasse "over forty" wurde.
Im Mai 1961 gründete Smolana in München sein eigenes Bodybuilding-Studio, das er als „Mutter aller Fitnessstudios“ bezeichnete. Zu seinen Kunden zählten Roy Black und Raimund Harmstorf. Als sich Smolanas Konkurrent Rolf Putziger im Jahr 1967 entgegen der Absprache weigerte, seinem Mitarbeiter Arnold Schwarzenegger die Reise zum Mr.-Universum-Wettkampf in Großbritannien zu finanzieren, wandte sich dieser an Smolana. Er bezahlte Schwarzenegger die Reise, der den zweiten Platz belegte.
Mit einer Fläche von 220 m² und rund 300 Mitgliedern zählte das Studio von Smolana nach dessen eigener Einschätzung im Jahr 1968 zu den größten in Deutschland. 1972 eröffnete Smolana ein zweites Studio in München und etablierte dort später das erste Bodybuilding-Studio nur für Frauen. Dieses zweite Studio verkaufte Smolana im Jahr 1988, das ursprüngliche Studio Anfang des Jahrtausends. Smolana lebt seitdem in München und in Florida.
Der Deutsche Bodybuilding- und Fitness-Verband nahm Smolana im Jahr 2010 in seine Hall of Fame auf.

## Werke
- Smolana, Reinhard: Bodybuilding : Anleitungen zum Muskel- u. Konditionstraining für sie u. ihn; Falken; Niedernhausen/Ts.  1982; ISBN 3-8068-0604-7